# Tour d'Italie 2010
La 93e édition du Tour d'Italie s'est déroulée du 8 au 30 mai 2010, sur 21 étapes, d'Amsterdam, aux Pays-Bas, à Vérone. Il s'agit de la 14e épreuve du Calendrier mondial UCI 2010.
La victoire est revenue à l'Italien Ivan Basso, déjà vainqueur en 2006. Il devance l'Espagnol David Arroyo et son coéquipier Vincenzo Nibali. Basso vainqueur de la 15e étape, a récupéré le maillot rose de leader à trois journées de la fin. L'Australien Cadel Evans qui termine cinquième, s'adjuge le classement par points, tandis que ses compatriotes Matthew Lloyd et Richie Porte remportent respectivement le classement de la montagne et du meilleur jeune. L'équipe italienne de la Liquigas-Doimo remporte les classements par équipes, grâce notamment à ses trois succès d'étapes.

## Présentation

### Parcours
Le parcours est dévoilé le samedi 24 octobre 2009. Ce Giro est assurément pour les grimpeurs, avec seulement un contre-la-montre de 8,4 km lors de la première étape et un de 15,3 km lors de la 21e étape. Entre cela, un contre-la montre par équipes aura lieu lors de la 4e étape, un chrono en côte (16e étape) et pas moins de 39 ascensions. Il s'agira du troisième départ aux Pays-Bas en trois grands tours, après Assen pour le Tour d'Espagne 2009 et avant Rotterdam pour le Tour de France 2010. Contrairement à la coutume, il n'y aura pas d'arrivée d'étape (ni de départ) à Milan. À noter que Rome n'accueillera pas non plus d'étape,,,.

### Équipes
La liste des 22 équipes a été dévoilé le 22 mars. 15 équipes ProTour et 7 équipes continentales professionnelles participeront à ce Giro :
| ProTeams (15)- AG2R La Mondiale - Astana - Caisse d'Épargne - Footon-Servetto - Garmin-Transitions - Lampre-Farnese Vini - Liquigas-Doimo - Omega Pharma-Lotto - Quick Step - Rabobank - Sky - HTC-Columbia - Katusha - Team Milram - Saxo Bank Équipes continentales professionnelles (7)- Acqua & Sapone-D’Angelo & Antenucci - Androni Giocattoli-Serramenti PVC Diquigiovanni - BMC Racing Team - Bbox Bouygues Télécom - Cervélo TestTeam - Cofidis, le Crédit en Ligne - Colnago-CSF Inox |
| |

Trois équipes ProTour ne participent donc pas à ce Tour d'Italie : Euskaltel-Euskadi, La Française des jeux et Team RadioShack. L'équipe Radioshack privilégie le Tour de Californie. Cette épreuve était disputée jusqu'en 2009 au mois de février et a été déplacée en 2010 au mois de mai, en même temps que le Tour d'Italie.
Seize équipes bénéficient d'un accord conclu en 2008 et leur assurant une participation au Tour d'Italie. BBox Bouygues Telecom et Cofidis, qui avaient à l'époque le statut d'équipe ProTour, sont sélectionnées en vertu de cet accord. Les équipes Euskaltel-Euskadi et La Française des jeux, également signataires, ont en revanche souhaité ne pas participer à ce Giro.
L'absence des équipes continentales professionnelles Carmiooro-NGC et ISD-Neri, comptant de nombreux coureurs italiens dans leur effectifs, a surpris. L'équipe Ceramica Flaminia, qui a recruté Riccardo Riccò de retour à la compétition après sa suspension, n'est pas sélectionnée non plus.

### Favoris

#### Pour le classement général

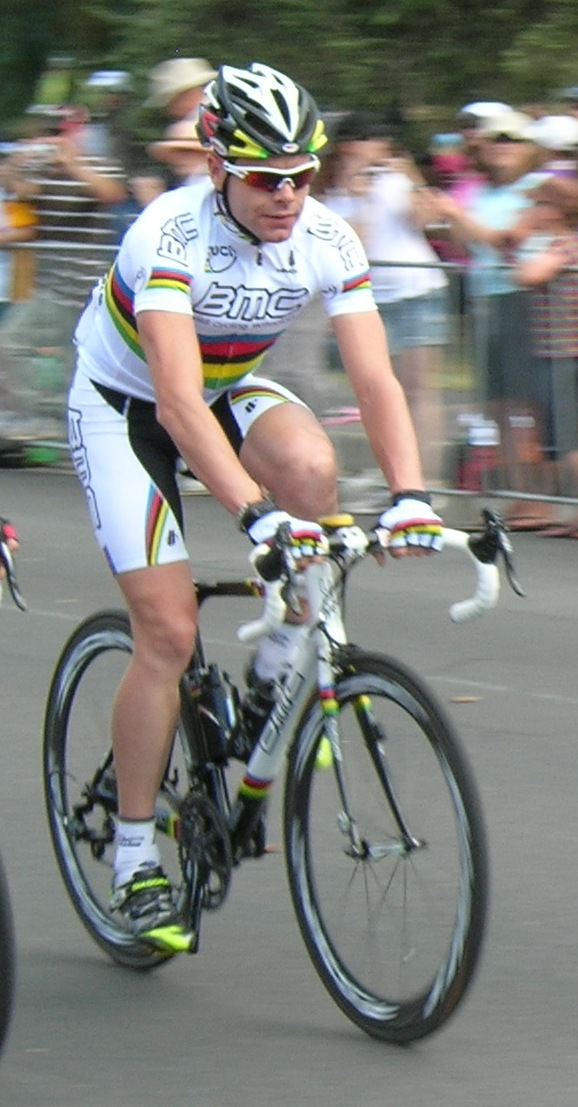
Cadel Evans (BMC Racing) un des favoris

Les trois derniers vainqueurs du Tour d'Italie sont absents. Denis Menchov (Rabobank), le tenant du titre, et Alberto Contador (Astana), vainqueur en 2008, font l'impasse, préférant se préparer pour le Tour de France. Danilo Di Luca, lui, est suspendu pour dopage. Franco Pellizotti (Liquigas-Doimo), 3e en 2009, est interdit de course juste avant le départ pour contrôles sanguins anormaux,. D'autres coureurs, dont Tadej Valjavec (AG2R La Mondiale), seront également privés de Giro.
Damiano Cunego (Lampre-Farnese Vini), vainqueur en 2004, et son coéquipier Gilberto Simoni, qui disputera à cette occasion sa dernière course professionnelle, disputeront le Giro, comme en 2004, dans la même équipe. Ivan Basso (Liquigas-Doimo), vainqueur en 2006 et cinquième pour son retour en 2009, devrait profiter de l'absence de Franco Pellizotti, pour être le seul leader de son équipe, même si Vincenzo Nibali pourrait avoir sa carte à jouer.
Stefano Garzelli (Acqua & Sapone), vainqueur en 2000 et meilleur grimpeur en 2009, Michele Scarponi (Androni Giocattoli), vainqueur de deux étapes en 2009, et Domenico Pozzovivo (Colnago-CSF Inox) participeront à ce Giro avec des ambitions. Cadel Evans (BMC Racing), champion du monde, participera au Giro pour la première fois depuis 2002. Carlos Sastre (Cervélo TestTeam), 4e et vainqueur de deux étapes de montagne en 2009, Alexandre Vinokourov, Paolo Tiralongo (Astana), Marzio Bruseghin (Caisse d'Épargne) et Vladimir Karpets (Team Katusha), font également partie des prétendants. Bradley Wiggins (Team Sky), 4e du Tour de France 2009, et Christian Vande Velde (Garmin-Transitions), 4e du Tour de France 2008 et 8e en 2009, tenteront également de bien faire, avec toutefois un œil sur le prochain Tour de France et même si le parcours ne les avantage pas,

#### Les sprinteurs
Mark Cavendish (Team HTC-Columbia) ne sera pas au départ de ce Giro, preférant le Tour de Californie. André Greipel sera par conséquent le sprinteur de l'équipe. Mais, il ne sera pas seul à viser les arrivées groupées. En effet, Alessandro Petacchi, Danilo Hondo (Lampre-Farnese Vini), Tyler Farrar (Garmin-Transitions), Alberto Loddo (Androni Giocattoli), William Bonnet (BBox Bouygues Telecom), Sacha Modolo (Colnago-CSF Inox), Robbie McEwen (Team Katusha), Robert Förster (Team Milram), Gregory Henderson (Team Sky) et Baden Cooke (Team Saxo Bank) tenteront également de tirer leur épingle du jeu lors des sprints massifs. Óscar Freire (Rabobank) ne participera finalement pas à ce Tour d'Italie.

## Récit de la course

### 8 - 10 mai: premiers écarts aux Pays-Bas
Bradley Wiggins (Team Sky) remporte le contre-la-montre inaugural et s'empare du maillot rose. Il devance Brent Bookwalter et Cadel Evans (BMC Racing). Ce dernier prend la tête de la course le lendemain après la victoire de Tyler Farrar (Garmin-Transitions) sur qui il compte une seconde d'avance au classement général. Alexandre Vinokourov (Astana) est troisième. Le Kazakh s'empare de la première place le lendemain, à l'issue d'une étape remportée par Wouter Weylandt (Quick Step), et marquée par une bordure provoquée par l'équipe de Vinokourov et une chute collective survenue à une douzaine de km de l'arrivée. Christian Vande Velde (Garmin-Transitions) est contraint à l'abandon à la suite d'une chute. Quatre autres favoris ont perdu une bonne partie de leurs espoirs de victoire finale après ces trois premiers jours de course. En effet, Carlos Sastre (Cervélo TestTeam) est 43e à 1 minute et 40 secondes, Damiano Cunego (Lampre-Farnese Vini) 50e à 2 minutes et 7 secondes et Bradley Wiggins (Team Sky) pointe à la 55e place, à 4 minutes 28 secondes du maillot rose. Gilberto Simoni (Lampre-Farnese Vini), lui, est 135e et accuse déjà un retard de 9 minutes et 24 secondes.

### 12 - 18 mai: Nibali etVinoen rose
Vincenzo Nibali (Liquigas-Doimo) devient le quatrième maillot rose en quatre étapes, grâce à la victoire de son équipe, qui a devancé les Team Sky de 13 secondes et les Team HTC-Columbia de 21 secondes dans le contre-la-montre par équipe. Ses coéquipiers Ivan Basso et Valerio Agnoli, nouveau maillot blanc, sont respectivement deuxième et troisième au classement général. Cervélo TestTeam et Astana sont à 36 secondes et 38 secondes. Cadel Evans et son équipe BMC Racing accusent un retard de une minute et 19 seconde. Lors de la cinquième étape, Yukiya Arashiro (BBox Bouygues Telecom) s'échappe en compagnie de Jérôme Pineau (Quick Step), Julien Fouchard (Cofidis) et Paul Voss (Team Milram). Voss lâche prise à 15 km de l'arrivée, mais ses trois compagnons résistent au retour du peloton. Pineau s'impose finalement, devant Fouchard et Arashiro. Le peloton, dont le sprint est remporté par Tyler Farrar (Garmin-Transitions), termine à 4 secondes. Matthew Lloyd (Omega Pharma-Lotto) remporte la sixième étape en solitaire, 1 minute et 6 secondes devant Rubens Bertogliati (Androni Giocattoli) et 1 minute 15 secondes Danilo Hondo (Lampre-Farnese Vini), qui règle le sprint du peloton. Le lendemain, Evans remporte la 7e étape devant Cunego et Vinokourov. Ce dernier reprend le maillot rose à Nibali, qui a été victime d'une chute impliquant également trois de ses coéquipiers à environ 35 km de l'arrivée, avant l'entrée dans le premier secteur non goudronné. L'italien compte 1 min 33 s de retard sur le nouveau maillot rose. Ivan Basso, qui perd plus de deux min, se retrouve à 1 min 51 s de Vinokourov au général. Mais, le grand perdant de la journée est Carlos Sastre. En effet, l'espagnol a concédé plus de 5 min. Lors de la 8e étape, remportée par Chris Anker Sørensen (Team Saxo Bank), les favoris se neutralisent, malgré quelques attaques de Michele Scarponi (Androni Giocattoli), Damiano Cunego (Lampre-Farnese Vini) et Stefano Garzelli (Acqua & Sapone). Vino conserve le maillot rose à l'issue des 9e et 10e étapes, remportées respectivement par Matthew Goss (Team HTC-Columbia) et Tyler Farrar (Garmin-Transitions).

### 19 - 27 mai: L'Aquila chamboule le général
Evgueni Petrov (Team Katusha) remporte la 11e étape, marquée par une échappée de 56 coureurs, dont Richie Porte (Team Saxo Bank), nouveau maillot rose, David Arroyo (Caisse d'Épargne), qui prend la 2e place au général, Bradley Wiggins (Team Sky) et Carlos Sastre (Cervélo TestTeam), qui se replacent au classement général. Lors de la 12e étape, Alexandre Vinokourov (Astana), Michele Scarponi (Androni Giocattoli), Vincenzo Nibali, Ivan Basso (Liquigas-Doimo), Jérôme Pineau (Quick Step), Damiano Cunego (Lampre-Farnese Vini), Stefano Garzelli (Acqua & Sapone), Filippo Pozzato (Team Katusha), Thomas Voeckler (BBox Bouygues Telecom) et Marco Pinotti (Team HTC-Columbia) sortent du peloton à 14 km de l'arrivée, une fois qu'Olivier Kaisen (Omega Pharma-Lotto), Yuriy Krivtsov (AG2R La Mondiale) et Rick Flens (Rabobank), les échappés du jour, sont repris. Pozzato franchit la ligne en premier, devançant Voeckler et Pineau. Le peloton termine à 10 s du groupe de tête. Un groupe de 17 coureurs, formé au km 62, rallie l'arrivée de la 13e étape 7 min 26 s avant le peloton. Parmi eux, on retrouve Manuel Belletti (Colnago-CSF Inox), qui s'impose à Cesenatico devant Gregory Henderson (Team Sky) et Iban Mayoz (Footon-Servetto). Vladimir Karpets (Team Katusha), lui, profite du rythme peu effréné du peloton pour attaquer à 65 km du but et finir avec 2 min 04 s d'avance sur le peloton. Vincenzo Nibali (Liquigas-Doimo) remporte la 14e étape et prend la 8e place du général à 6 min 51 s de David Arroyo (Caisse d'Épargne), qui s'empare de la tunique de leader. Le lendemain, les Liquigas remportent un 2e succès consécutif, puisque Ivan Basso s'impose au Monte Zoncolan. L'italien prend la 3e place du général, à 3 min 33 s d'Arroyo, toujours maillot rose. Richie Porte (Team Saxo Bank) conserve son maillot blanc et sa 2e place. Carlos Sastre (Cervélo TestTeam) est 4e à 4 min 21 s, Cadel Evans (BMC Racing) 5e à 4 min 43 s, Alexandre Vinokourov (Astana) 6e à 5 min 51 s et Nibali 7e à 6 min 08 s. Stefano Garzelli (Acqua & Sapone) remporte le chrono en côte du Plan de Corones. Il devance Cadel Evans, désormais 3e à 3 min 09 s de David Arroyo, qui conserve la tête du classement général, et John Gadret (AG2R La Mondiale). Ivan Basso prend la 2e place du général, à 2 min 27 s, tandis que Porte glisse à la 4e place. L'espagnol conserve le maillot rose à l'issue des 17e et 18e étapes, remportées respectivement par Damien Monier (Cofidis), présent dans l'échappée du jour, et André Greipel (Team HTC-Columbia), vainqueur au terme d'un sprint massif.

### 28 - 30 mai: le sacre de Basso

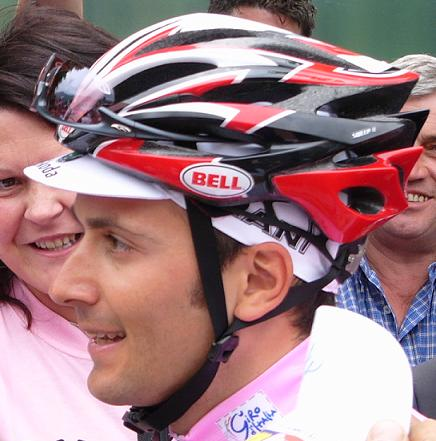
Ivan Basso remporte son deuxième Tour d'Italie.

Michele Scarponi (Androni Giocattoli) remporte la 19e étape à Aprica devançant Basso qui s'empare du maillot rose, et Nibali, 3e au général à 02 min 30 s de son coéquipier. Vinokourov, Sastre, Evans, Arroyo et Gadret consèdent 3 min 05 s. Johann Tschopp (BBox Bouygues Telecom) s'adjuge la 20e étape, qui n'occasionne pas de gros changement au général, malgré des tentatives de Vinokourov et Sastre. Michele Scarponi prend tout de même la 3e place du classement général. Ivan Basso (Liquigas-Doimo) remporte son 2e Giro, à l'issue d'un contre-la-montre final que s'adjuge Gustav Larsson (Team Saxo Bank). David Arroyo (Caisse d'Épargne) et Vincenzo Nibali (Liquigas-Doimo) complètent le podium de cette édition 2010. Concernant les classements annexes, Cadel Evans (BMC Racing) remporte le classement par points, Matthew Lloyd (Omega Pharma-Lotto) le classement du meilleur grimpeur et Richie Porte (Team Saxo Bank) celui du meilleur jeune.

## Étapes
| Étape     | Date   | Villes étapes                            |                    | km                 | Vainqueur d’étape    | Leader du classement général |
| --------- | ------ | ---------------------------------------- | ------------------ | ------------------ | -------------------- | ---------------------------- |
| 1re étape | 8 mai  | Amsterdam (NED) – Amsterdam (NED)        |                    | 8,4 (clm)          | Bradley Wiggins      | Bradley Wiggins              |
| 2e étape  | 9 mai  | Amsterdam (NED) – Utrecht (NED)          |                    | 210                | Tyler Farrar         | Cadel Evans                  |
| 3e étape  | 10 mai | Amsterdam (NED) – Middelbourg (NED)      |                    | 224                | Wouter Weylandt      | Alexandre Vinokourov         |
|           | 11 mai | (journée de repos)                       | (journée de repos) | (journée de repos) | (journée de repos)   | (journée de repos)           |
| 4e étape  | 12 mai | Savillan – Coni                          |                    | 32.5 (clm/é)       | Liquigas-Doimo       | Vincenzo Nibali              |
| 5e étape  | 13 mai | Novara – Novi Ligure                     |                    | 162                | Jérôme Pineau        | Vincenzo Nibali              |
| 6e étape  | 14 mai | Fidenza – Carrare                        |                    | 172                | Matthew Lloyd        | Vincenzo Nibali              |
| 7e étape  | 15 mai | Carrare – Montalcino                     |                    | 222                | Cadel Evans          | Alexandre Vinokourov         |
| 8e étape  | 16 mai | Chianciano Terme – Terminillo            |                    | 189                | Chris Anker Sørensen | Alexandre Vinokourov         |
| 9e étape  | 17 mai | Frosinone – Cava de' Tirreni             |                    | 187                | Matthew Goss         | Alexandre Vinokourov         |
| 10e étape | 18 mai | Avellino – Bitonto                       |                    | 230                | Tyler Farrar         | Alexandre Vinokourov         |
| 11e étape | 19 mai | Lucera – L'Aquila                        |                    | 262                | Evgueni Petrov       | Richie Porte                 |
| 12e étape | 20 mai | Città Sant'Angelo – Porto Recanati       |                    | 206                | Filippo Pozzato      | Richie Porte                 |
| 13e étape | 21 mai | Porto Recanati – Cesenatico              |                    | 223                | Manuel Belletti      | Richie Porte                 |
| 14e étape | 22 mai | Ferrare – Asolo                          |                    | 205                | Vincenzo Nibali      | David Arroyo                 |
| 15e étape | 23 mai | Mestre – Monte Zoncolan                  |                    | 222                | Ivan Basso           | David Arroyo                 |
|           | 24 mai | (journée de repos)                       | (journée de repos) | (journée de repos) | (journée de repos)   | (journée de repos)           |
| 16e étape | 25 mai | San Vigilio di Marebbe – Plan de Corones |                    | 12.9 (clm)         | Stefano Garzelli     | David Arroyo                 |
| 17e étape | 26 mai | Brunico – Peio Terme                     |                    | 173                | Damien Monier        | David Arroyo                 |
| 18e étape | 27 mai | Levico Terme – Brescia                   |                    | 156                | André Greipel        | David Arroyo                 |
| 19e étape | 28 mai | Brescia – Aprica                         |                    | 195                | Michele Scarponi     | Ivan Basso                   |
| 20e étape | 29 mai | Bormio – Tonale                          |                    | 178                | Johann Tschopp       | Ivan Basso                   |
| 21e étape | 30 mai | Vérone – Vérone                          |                    | 15,3 (clm)         | Gustav Larsson       | Ivan Basso                   |

## Classements finals

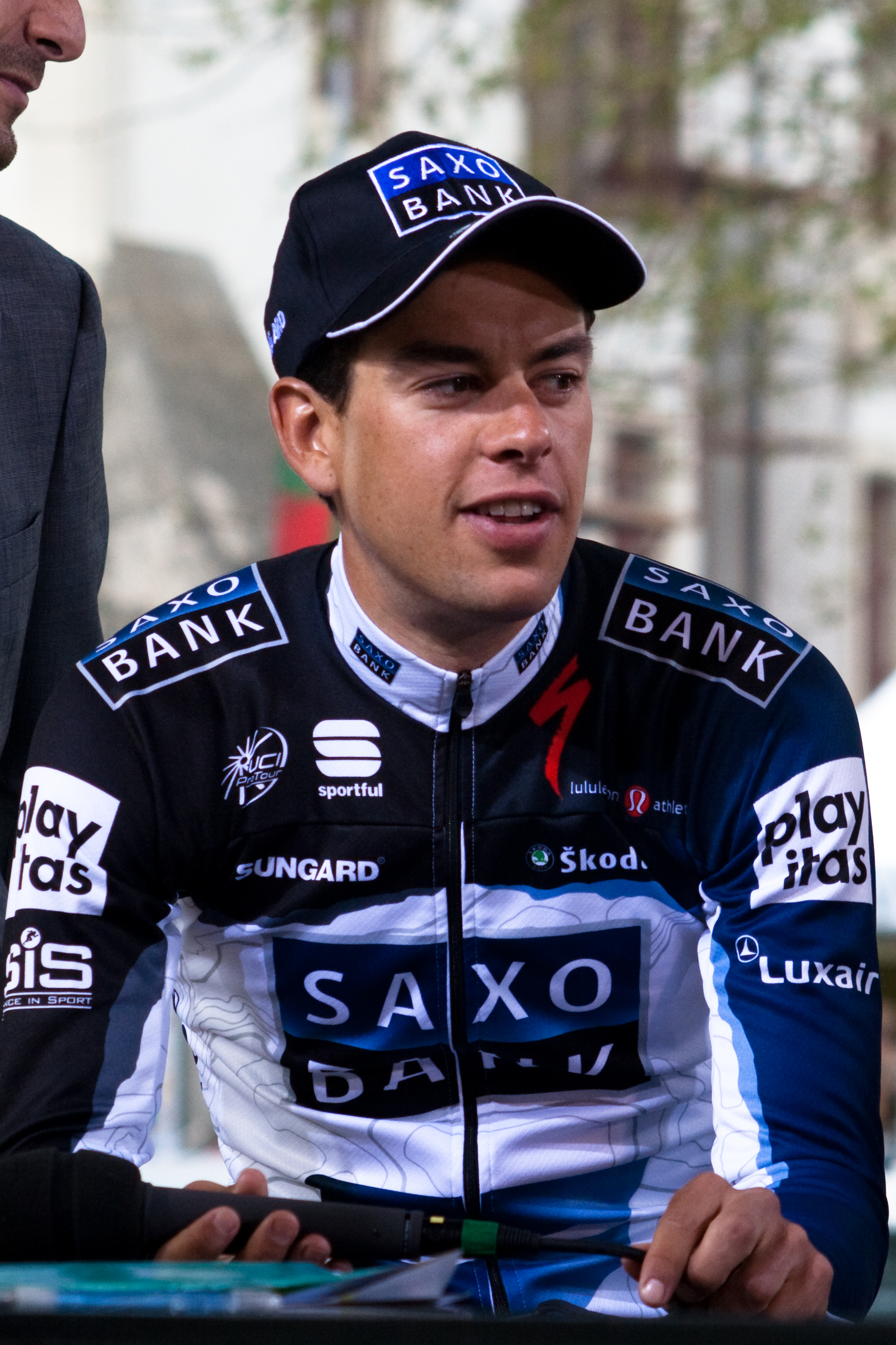
Richie Porte qui termine 7e et meilleur jeune est l'une des révélations du Giro

### Classement général final
| \| Classement général \| Classement général \| Classement général \| Classement général \| Classement général \| \| Coureur \| Coureur \| Pays \| Équipe \| Temps \| \| ------------------ \| -------------------- \| ------------------ \| ----------------------------------------------- \| ------------------ \| \| 1er \| Ivan Basso \| Italie \| Liquigas-Doimo \| 87 h 44 min 01 s \| \| 2e \| David Arroyo \| Espagne \| Caisse d'Épargne \| + 1 min 51 s \| \| 3e \| Vincenzo Nibali \| Italie \| Liquigas-Doimo \| + 2 min 37 s \| \| 4e \| Michele Scarponi \| Italie \| Androni Giocattoli-Serramenti PVC Diquigiovanni \| + 2 min 50 s \| \| 5e \| Cadel Evans \| Australie \| BMC Racing Team \| + 3 min 27 s \| \| 6e \| Alexandre Vinokourov \| Kazakhstan \| Astana \| + 7 min 06 s \| \| 7e \| Richie Porte \| Australie \| Saxo Bank \| + 7 min 22 s \| \| 8e \| Carlos Sastre \| Espagne \| Cervélo TestTeam \| + 9 min 39 s \| \| 9e \| Marco Pinotti \| Italie \| HTC-Columbia \| + 14 min 20 s \| \| 10e \| Robert Kišerlovski \| Croatie \| Liquigas-Doimo \| + 14 min 51 s \| \| 11e \| Damiano Cunego \| Italie \| Lampre-Farnese Vini \| + 17 min 10 s \| \| 12e \| Bauke Mollema \| Pays-Bas \| Rabobank \| + 19 min 41 s \| \| 13e \| John Gadret \| France \| AG2R La Mondiale \| + 23 min 03 s \| \| 14e \| Vladimir Karpets \| Russie \| Katusha \| + 25 min 21 s \| \| 15e \| Mauricio Ardila \| Colombie \| Rabobank \| + 32 min 29 s \| \| 16e \| Linus Gerdemann \| Allemagne \| Team Milram \| + 34 min 49 s \| \| 17e \| Dario Cioni \| Italie \| Team Sky \| + 36 min 44 s \| \| 18e \| Steven Kruijswijk \| Pays-Bas \| Rabobank \| + 37 min 27 s \| \| 19e \| Alexander Efimkin \| Russie \| AG2R La Mondiale \| + 39 min 43 s \| \| 20e \| Hubert Dupont \| France \| AG2R La Mondiale \| + 45 min 17 s \| |                      |            |                                                 |                  |
| |                      |            |                                                 |                  |
| |                      |            |                                                 |                  |
| Classement général |                      |            |                                                 |                  |
| Coureur | Coureur              | Pays       | Équipe                                          | Temps            |
| 1er | Ivan Basso           | Italie     | Liquigas-Doimo                                  | 87 h 44 min 01 s |
| 2e | David Arroyo         | Espagne    | Caisse d'Épargne                                | + 1 min 51 s     |
| 3e | Vincenzo Nibali      | Italie     | Liquigas-Doimo                                  | + 2 min 37 s     |
| 4e | Michele Scarponi     | Italie     | Androni Giocattoli-Serramenti PVC Diquigiovanni | + 2 min 50 s     |
| 5e | Cadel Evans          | Australie  | BMC Racing Team                                 | + 3 min 27 s     |
| 6e | Alexandre Vinokourov | Kazakhstan | Astana                                          | + 7 min 06 s     |
| 7e | Richie Porte         | Australie  | Saxo Bank                                       | + 7 min 22 s     |
| 8e | Carlos Sastre        | Espagne    | Cervélo TestTeam                                | + 9 min 39 s     |
| 9e | Marco Pinotti        | Italie     | HTC-Columbia                                    | + 14 min 20 s    |
| 10e | Robert Kišerlovski   | Croatie    | Liquigas-Doimo                                  | + 14 min 51 s    |
| 11e | Damiano Cunego       | Italie     | Lampre-Farnese Vini                             | + 17 min 10 s    |
| 12e | Bauke Mollema        | Pays-Bas   | Rabobank                                        | + 19 min 41 s    |
| 13e | John Gadret          | France     | AG2R La Mondiale                                | + 23 min 03 s    |
| 14e | Vladimir Karpets     | Russie     | Katusha                                         | + 25 min 21 s    |
| 15e | Mauricio Ardila      | Colombie   | Rabobank                                        | + 32 min 29 s    |
| 16e | Linus Gerdemann      | Allemagne  | Team Milram                                     | + 34 min 49 s    |
| 17e | Dario Cioni          | Italie     | Team Sky                                        | + 36 min 44 s    |
| 18e | Steven Kruijswijk    | Pays-Bas   | Rabobank                                        | + 37 min 27 s    |
| 19e | Alexander Efimkin    | Russie     | AG2R La Mondiale                                | + 39 min 43 s    |
| 20e | Hubert Dupont        | France     | AG2R La Mondiale                                | + 45 min 17 s    |

### Classements annexes
| Classement par points | Classement par points | Classement par points | Classement par points                           | Classement par points |
| Coureur               | Coureur               | Pays                  | Équipe                                          | Points                |
| --------------------- | --------------------- | --------------------- | ----------------------------------------------- | --------------------- |
| 1er                   | Cadel Evans           | Australie             | BMC Racing Team                                 | 150 pts               |
| 2e                    | Alexandre Vinokourov  | Kazakhstan            | Astana                                          | 128 pts               |
| 3e                    | Vincenzo Nibali       | Italie                | Liquigas-Doimo                                  | 116 pts               |
| 4e                    | Michele Scarponi      | Italie                | Androni Giocattoli-Serramenti PVC Diquigiovanni | 110 pts               |
| 5e                    | Ivan Basso            | Italie                | Liquigas-Doimo                                  | 105 pts               |
| 6e                    | Marco Pinotti         | Italie                | HTC-Columbia                                    | 74 pts                |
| 7e                    | Jérôme Pineau         | France                | Quick Step                                      | 69 pts                |
| 8e                    | Filippo Pozzato       | Italie                | Katusha                                         | 67 pts                |
| 9e                    | Damiano Cunego        | Italie                | Lampre-Farnese Vini                             | 64 pts                |
| 10e                   | John Gadret           | France                | AG2R La Mondiale                                | 64 pts                |

| Classement par points | Classement par points | Classement par points | Classement par points                           | Classement par points |
| Coureur               | Coureur               | Pays                  | Équipe                                          | Points                |
| --------------------- | --------------------- | --------------------- | ----------------------------------------------- | --------------------- |
| 1er                   | Cadel Evans           | Australie             | BMC Racing Team                                 | 150 pts               |
| 2e                    | Alexandre Vinokourov  | Kazakhstan            | Astana                                          | 128 pts               |
| 3e                    | Vincenzo Nibali       | Italie                | Liquigas-Doimo                                  | 116 pts               |
| 4e                    | Michele Scarponi      | Italie                | Androni Giocattoli-Serramenti PVC Diquigiovanni | 110 pts               |
| 5e                    | Ivan Basso            | Italie                | Liquigas-Doimo                                  | 105 pts               |
| 6e                    | Marco Pinotti         | Italie                | HTC-Columbia                                    | 74 pts                |
| 7e                    | Jérôme Pineau         | France                | Quick Step                                      | 69 pts                |
| 8e                    | Filippo Pozzato       | Italie                | Katusha                                         | 67 pts                |
| 9e                    | Damiano Cunego        | Italie                | Lampre-Farnese Vini                             | 64 pts                |
| 10e                   | John Gadret           | France                | AG2R La Mondiale                                | 64 pts                |

| Classement de la montagne | Classement de la montagne | Classement de la montagne | Classement de la montagne                       | Classement de la montagne |
| Coureur                   | Coureur                   | Pays                      | Équipe                                          | Points                    |
| ------------------------- | ------------------------- | ------------------------- | ----------------------------------------------- | ------------------------- |
| 1er                       | Matthew Lloyd             | Australie                 | Omega Pharma-Lotto                              | 56 pts                    |
| 2e                        | Ivan Basso                | Italie                    | Liquigas-Doimo                                  | 41 pts                    |
| 3e                        | Johann Tschopp            | Suisse                    | BBox Bouygues Telecom                           | 38 pts                    |
| 4e                        | Cadel Evans               | Australie                 | BMC Racing Team                                 | 35 pts                    |
| 5e                        | Michele Scarponi          | Italie                    | Androni Giocattoli-Serramenti PVC Diquigiovanni | 25 pts                    |
| 6e                        | Ludovic Turpin            | France                    | AG2R La Mondiale                                | 20 pts                    |
| 7e                        | Rubens Bertogliati        | Suisse                    | Androni Giocattoli-Serramenti PVC Diquigiovanni | 16 pts                    |
| 8e                        | Simone Stortoni           | Italie                    | Colnago-CSF Inox                                | 16 pts                    |
| 9e                        | Alexandre Vinokourov      | Kazakhstan                | Astana                                          | 15 pts                    |
| 10e                       | Vincenzo Nibali           | Italie                    | Liquigas-Doimo                                  | 15 pts                    |

| Classement de la montagne | Classement de la montagne | Classement de la montagne | Classement de la montagne                       | Classement de la montagne |
| Coureur                   | Coureur                   | Pays                      | Équipe                                          | Points                    |
| ------------------------- | ------------------------- | ------------------------- | ----------------------------------------------- | ------------------------- |
| 1er                       | Matthew Lloyd             | Australie                 | Omega Pharma-Lotto                              | 56 pts                    |
| 2e                        | Ivan Basso                | Italie                    | Liquigas-Doimo                                  | 41 pts                    |
| 3e                        | Johann Tschopp            | Suisse                    | BBox Bouygues Telecom                           | 38 pts                    |
| 4e                        | Cadel Evans               | Australie                 | BMC Racing Team                                 | 35 pts                    |
| 5e                        | Michele Scarponi          | Italie                    | Androni Giocattoli-Serramenti PVC Diquigiovanni | 25 pts                    |
| 6e                        | Ludovic Turpin            | France                    | AG2R La Mondiale                                | 20 pts                    |
| 7e                        | Rubens Bertogliati        | Suisse                    | Androni Giocattoli-Serramenti PVC Diquigiovanni | 16 pts                    |
| 8e                        | Simone Stortoni           | Italie                    | Colnago-CSF Inox                                | 16 pts                    |
| 9e                        | Alexandre Vinokourov      | Kazakhstan                | Astana                                          | 15 pts                    |
| 10e                       | Vincenzo Nibali           | Italie                    | Liquigas-Doimo                                  | 15 pts                    |

| Classement du meilleur jeune | Classement du meilleur jeune | Classement du meilleur jeune | Classement du meilleur jeune | Classement du meilleur jeune |
| Coureur                      | Coureur                      | Pays                         | Équipe                       | Temps                        |
| ---------------------------- | ---------------------------- | ---------------------------- | ---------------------------- | ---------------------------- |
| 1er                          | Richie Porte                 | Australie                    | Saxo Bank                    | 87 h 51 min 23 s             |
| 2e                           | Robert Kišerlovski           | Croatie                      | Liquigas-Doimo               | + 7 min 29 s                 |
| 3e                           | Bauke Mollema                | Pays-Bas                     | Rabobank                     | + 12 min 19 s                |
| 4e                           | Steven Kruijswijk            | Pays-Bas                     | Rabobank                     | + 30 min 05 s                |
| 5e                           | Francis De Greef             | Belgique                     | Omega Pharma-Lotto           | + 42 min 46 s                |
| 6e                           | Valerio Agnoli               | Italie                       | Liquigas-Doimo               | + 1 h 20 min 30 s            |
| 7e                           | Rigoberto Urán               | Colombie                     | Caisse d'Épargne             | + 1 h 29 min 44 s            |
| 8e                           | Jan Bakelants                | Belgique                     | Omega Pharma-Lotto           | + 1 h 30 min 18 s            |
| 9e                           | Marcel Wyss                  | Suisse                       | Cervélo TestTeam             | + 1 h 37 min 33 s            |
| 10e                          | Branislau Samoilau           | Biélorussie                  | Quick Step                   | + 1 h 38 min 40 s            |

| Classement du meilleur jeune | Classement du meilleur jeune | Classement du meilleur jeune | Classement du meilleur jeune | Classement du meilleur jeune |
| Coureur                      | Coureur                      | Pays                         | Équipe                       | Temps                        |
| ---------------------------- | ---------------------------- | ---------------------------- | ---------------------------- | ---------------------------- |
| 1er                          | Richie Porte                 | Australie                    | Saxo Bank                    | 87 h 51 min 23 s             |
| 2e                           | Robert Kišerlovski           | Croatie                      | Liquigas-Doimo               | + 7 min 29 s                 |
| 3e                           | Bauke Mollema                | Pays-Bas                     | Rabobank                     | + 12 min 19 s                |
| 4e                           | Steven Kruijswijk            | Pays-Bas                     | Rabobank                     | + 30 min 05 s                |
| 5e                           | Francis De Greef             | Belgique                     | Omega Pharma-Lotto           | + 42 min 46 s                |
| 6e                           | Valerio Agnoli               | Italie                       | Liquigas-Doimo               | + 1 h 20 min 30 s            |
| 7e                           | Rigoberto Urán               | Colombie                     | Caisse d'Épargne             | + 1 h 29 min 44 s            |
| 8e                           | Jan Bakelants                | Belgique                     | Omega Pharma-Lotto           | + 1 h 30 min 18 s            |
| 9e                           | Marcel Wyss                  | Suisse                       | Cervélo TestTeam             | + 1 h 37 min 33 s            |
| 10e                          | Branislau Samoilau           | Biélorussie                  | Quick Step                   | + 1 h 38 min 40 s            |

| Classement par équipes | Classement par équipes                          | Classement par équipes | Classement par équipes |
| Équipe                 | Équipe                                          | Pays                   | Temps                  |
| ---------------------- | ----------------------------------------------- | ---------------------- | ---------------------- |
| 1re                    | Liquigas-Doimo                                  | Italie                 | 262 h 04 min 40 s      |
| 2e                     | Rabobank                                        | Pays-Bas               | + 24 min 21 s          |
| 3e                     | Caisse d'Épargne                                | Espagne                | + 1 h 05 min 55 s      |
| 4e                     | AG2R La Mondiale                                | France                 | + 1 h 10 min 16 s      |
| 5e                     | Omega Pharma-Lotto                              | Belgique               | + 1 h 10 min 45 s      |
| 6e                     | Saxo Bank                                       | Danemark               | + 1 h 42 min 45 s      |
| 7e                     | Cervélo TestTeam                                | Suisse                 | + 2 h 06 min 16 s      |
| 8e                     | Androni Giocattoli-Serramenti PVC Diquigiovanni | Italie                 | + 2 h 22 min 33 s      |
| 9e                     | Katusha                                         | Russie                 | + 2 h 23 min 30 s      |
| 10e                    | Bbox Bouygues Télécom                           | France                 | + 2 h 31 min 15 s      |

| Classement par équipes | Classement par équipes                          | Classement par équipes | Classement par équipes |
| Équipe                 | Équipe                                          | Pays                   | Temps                  |
| ---------------------- | ----------------------------------------------- | ---------------------- | ---------------------- |
| 1re                    | Liquigas-Doimo                                  | Italie                 | 262 h 04 min 40 s      |
| 2e                     | Rabobank                                        | Pays-Bas               | + 24 min 21 s          |
| 3e                     | Caisse d'Épargne                                | Espagne                | + 1 h 05 min 55 s      |
| 4e                     | AG2R La Mondiale                                | France                 | + 1 h 10 min 16 s      |
| 5e                     | Omega Pharma-Lotto                              | Belgique               | + 1 h 10 min 45 s      |
| 6e                     | Saxo Bank                                       | Danemark               | + 1 h 42 min 45 s      |
| 7e                     | Cervélo TestTeam                                | Suisse                 | + 2 h 06 min 16 s      |
| 8e                     | Androni Giocattoli-Serramenti PVC Diquigiovanni | Italie                 | + 2 h 22 min 33 s      |
| 9e                     | Katusha                                         | Russie                 | + 2 h 23 min 30 s      |
| 10e                    | Bbox Bouygues Télécom                           | France                 | + 2 h 31 min 15 s      |

#### Classement par équipes aux points
|    | Équipe              | Points |
| -- | ------------------- | ------ |
| 1  | Liquigas-Doimo      | 412    |
| 2  | Team HTC-Columbia   | 281    |
| 3  | Rabobank            | 263    |
| 4  | Lampre-Farnese Vini | 251    |
| 5  | Team Sky            | 235    |
| 6  | AG2R La Mondiale    | 221    |
| 7  | BMC Racing          | 217    |
| 8  | Team Saxo Bank      | 217    |
| 9  | Astana              | 216    |
| 10 | Garmin-Transitions  | 214    |

#### Autres classements
- Classement du sprint intermédiaire :  Tom Stamsnijder
- Classement de la combativité :  Matthew Lloyd
- Classement Azzurri d'Italia[22] :  Cadel Evans
- Classement Fuga Cervelo[23] :  Jérôme Pineau
- Prix du Fair-Play[24] :  Liquigas-Doimo

## Points UCI
Les 20 premiers du général et les cinq premiers de chaque étape marquent des points pour le Classement mondial UCI 2010. À l'issue de ce Giro Cadel Evans (BMC Racing) prend la tête du classement mondial.
| Position           | 1er | 2e  | 3e  | 4e | 5e | 6e | 7e | 8e | 9e | 10e | 11e | 12e | 13e | 14e | 15e | 16e | 17e | 18e | 19e | 20e |
| Classement général | 170 | 130 | 100 | 90 | 80 | 70 | 60 | 52 | 44 | 38  | 32  | 26  | 22  | 18  | 14  | 10  | 8   | 6   | 4   | 2   |
| Points par étapes  | 16  | 8   | 4   | 2  | 1  |    |    |    |    |     |     |     |     |     |     |     |     |     |     |     |

| #  | Coureur              | Équipe              | Pts |
| -- | -------------------- | ------------------- | --- |
| 1  | Ivan Basso           | Liquigas-Doimo      | 206 |
| 2  | David Arroyo         | Caisse d'Épargne    | 132 |
| 3  | Cadel Evans          | BMC Racing          | 128 |
| 4  | Vincenzo Nibali      | Liquigas-Doimo      | 123 |
| 5  | Michele Scarponi     | Androni Giocattoli  | 117 |
| 6  | Alexandre Vinokourov | Astana              | 85  |
| 7  | Richie Porte         | Team Saxo Bank      | 60  |
| 8  | Carlos Sastre        | Cervélo TestTeam    | 56  |
| 9  | Marco Pinotti        | Team HTC-Columbia   | 54  |
| 10 | Damiano Cunego       | Lampre-Farnese Vini | 42  |

| Suite du classement | Suite du classement  | Suite du classement   | Suite du classement |
| ------------------- | -------------------- | --------------------- | ------------------- |
| 11                  | Tyler Farrar         | Garmin-Transitions    | 38                  |
| 11                  | Robert Kišerlovski   | Liquigas-Doimo        | 38                  |
| 13                  | John Gadret          | AG2R La Mondiale      | 28                  |
| 14                  | Bauke Mollema        | Rabobank              | 26                  |
| 15                  | Filippo Pozzato      | Team Katusha          | 25                  |
| 16                  | Matthew Goss         | Team HTC-Columbia     | 24                  |
| 17                  | Jérôme Pineau        | Quick Step            | 20                  |
| 18                  | Manuel Belletti      | Colnago-CSF Inox      | 18                  |
| 18                  | Stefano Garzelli     | Acqua & Sapone        | 18                  |
| 18                  | André Greipel        | Team HTC-Columbia     | 18                  |
| 18                  | Vladimir Karpets     | Team Katusha          | 18                  |
| 18                  | Evgueni Petrov       | Team Katusha          | 18                  |
| 18                  | Bradley Wiggins      | Team Sky              | 18                  |
| 24                  | Damien Monier        | Cofidis               | 16                  |
| 24                  | Gustav Larsson       | Team Saxo Bank        | 16                  |
| 24                  | Matthew Lloyd        | Omega Pharma-Lotto    | 16                  |
| 24                  | Chris Anker Sørensen | Team Saxo Bank        | 16                  |
| 24                  | Wouter Weylandt      | Quick Step            | 16                  |
| 24                  | Johann Tschopp       | BBox Bouygues Telecom | 16                  |
| 30                  | Danilo Hondo         | Lampre-Farnese Vini   | 15                  |
| 31                  | Mauricio Ardila      | Rabobank              | 14                  |
| 32                  | Gregory Henderson    | Team Sky              | 12                  |
| 32                  | Fabio Sabatini       | Liquigas-Doimo        | 12                  |
| 34                  | Linus Gerdemann      | Team Milram           | 10                  |
| 34                  | Steven Kruijswijk    | Rabobank              | 10                  |
| 36                  | Rubens Bertogliati   | Androni Giocattoli    | 8                   |
| 36                  | Brent Bookwalter     | BMC Racing            | 8                   |
| 36                  | Graeme Brown         | Rabobank              | 8                   |
| 36                  | Dario Cataldo        | Quick Step            | 8                   |
| 36                  | Dario Cioni          | Team Sky              | 8                   |
| 36                  | Julian Dean          | Garmin-Transitions    | 8                   |
| 36                  | Julien Fouchard      | Cofidis               | 8                   |
| 36                  | Simone Stortoni      | Colnago-CSF Inox      | 8                   |
| 36                  | Thomas Voeckler      | BBox Bouygues Telecom | 8                   |
| 45                  | Robert Förster       | Team Milram           | 7                   |
| 46                  | Alexander Efimkin    | AG2R La Mondiale      | 5                   |
| 47                  | Yukiya Arashiro      | BBox Bouygues Telecom | 4                   |
| 47                  | Tiziano Dall'Antonia | Liquigas-Doimo        | 4                   |
| 47                  | Iban Mayoz           | Footon-Servetto       | 4                   |
| 47                  | Xavier Tondo         | Cervélo TestTeam      | 4                   |
| 47                  | Steven Kruijswijk    | Rabobank              | 4                   |
| 52                  | Hubert Dupont        | AG2R La Mondiale      | 2                   |
| 52                  | Robbie McEwen        | Team Katusha          | 2                   |
| 52                  | Paul Voss            | Team Milram           | 2                   |
| 52                  | Daniel Moreno        | Omega Pharma-Lotto    | 2                   |
| 56                  | Adam Blythe          | Omega Pharma-Lotto    | 1                   |
| 56                  | Federico Canuti      | Colnago-CSF Inox      | 1                   |
| 56                  | Sebastian Lang       | Omega Pharma-Lotto    | 1                   |
| 56                  | Alessandro Petacchi  | Lampre-Farnese Vini   | 1                   |
| 56                  | Steve Cummings       | Team Sky              | 1                   |

## Évolution des classements
Sur ce Tour d'Italie, quatre maillots différents sont attribués.
- Pour le classement général, calculé en additionnant les temps chaque cycliste sur chaque étape, et en tenant compte des secondes de bonification obtenues, le leader reçoit un maillot rose. Ce classement est considéré comme le plus important de la course et le gagnant est considéré comme le vainqueur du Giro. Les arrivées d'étapes en ligne donnent 20, 12 et 8 secondes de bonifications aux trois premiers, les sprints intermédiaires 6, 4 et 2 secondes.
- En outre, il y a un classement par points, son leader porte un maillot rouge. Dans ce classement par points, les cyclistes obtiennent des points s'ils terminent dans les 15 premiers d'une étape. La victoire d'étape rapporte 25 points, la deuxième place 20 points, puis 16, 14, 12, 10, et un point de moins par place. Le 15e obtient donc un seul point. De plus, des points sont aussi distribués dans les sprints intermédiaires: 8, 6, 4, 3, 2 et 1 aux six premiers.
- Il existe aussi un classement de la montagne, dont le leader porte un maillot vert. Dans le classement de la montagne, des points sont gagnés en fonction du passage au sommet d'un col. Chaque ascension est classée soit en première, deuxième ou troisième catégorie. Les points sont attribués en fonction de la difficulté de l'ascension :
  - 3e catégorie : 3, 2 et 1 aux trois premiers ;
  - 2e catégorie : 5, 3 et 1 aux trois premiers ;
  - 1re catégorie : 10, 6, 4, 2 et 1 aux cinq premiers ;
  - Arrivée en altitude : 15, 10, 6, 4, 2 et 1 aux six premiers ;
  - Cima Coppi (toit du Giro) : 20, 15, 10, 6, 4 et 2 aux six premiers.
- Le quatrième maillot est blanc et il représente le leader du classement du meilleur jeune. Le classement est calculé en fonction du classement général, mais seuls les coureurs nés après le 1er janvier 1985 (25 ans et moins) sont éligibles.
- Il existe également deux classements pour les équipes.
  - Le premier est le Trofeo Fast Team. Dans ce classement, les temps des trois meilleurs coureurs par équipe sur chaque étape sont additionnés (les bonifications ne sont pas prises en compte). L'équipe leader est l'équipe avec le meilleur temps total.
  - Le second est le classement Trofeo Super Team, ou classement par équipes et par points. Après chaque étape, l'équipe du premier marque 20 points, l'équipe du deuxième 19 points, et ainsi de suite jusqu'à l'équipe du vingtième qui marque 1 point.

| Étape              | Vainqueur            | Classement général   | Classement par points | Classement de la montagne | Classement du meilleur jeune | Classement par équipes |
| ------------------ | -------------------- | -------------------- | --------------------- | ------------------------- | ---------------------------- | ---------------------- |
| 1                  | Bradley Wiggins      | Bradley Wiggins      | Bradley Wiggins       | non-attribué              | Richie Porte                 | Team Sky               |
| 2                  | Tyler Farrar         | Cadel Evans          | Tyler Farrar          | Paul Voss                 | Richie Porte                 | Team Saxo Bank         |
| 3                  | Wouter Weylandt      | Alexandre Vinokourov | Graeme Brown          | Paul Voss                 | Richie Porte                 | Team Saxo Bank         |
| 4                  | Liquigas-Doimo       | Vincenzo Nibali      | Graeme Brown          | Paul Voss                 | Valerio Agnoli               | Liquigas-Doimo         |
| 5                  | Jérôme Pineau        | Vincenzo Nibali      | Jérôme Pineau         | Paul Voss                 | Valerio Agnoli               | Liquigas-Doimo         |
| 6                  | Matthew Lloyd        | Vincenzo Nibali      | Tyler Farrar          | Matthew Lloyd             | Valerio Agnoli               | Liquigas-Doimo         |
| 7                  | Cadel Evans          | Alexandre Vinokourov | Tyler Farrar          | Matthew Lloyd             | Richie Porte                 | Team Saxo Bank         |
| 8                  | Chris Anker Sørensen | Alexandre Vinokourov | Cadel Evans           | Matthew Lloyd             | Richie Porte                 | Liquigas-Doimo         |
| 9                  | Matthew Goss         | Alexandre Vinokourov | Tyler Farrar          | Matthew Lloyd             | Richie Porte                 | Liquigas-Doimo         |
| 10                 | Tyler Farrar         | Alexandre Vinokourov | Tyler Farrar          | Matthew Lloyd             | Richie Porte                 | Liquigas-Doimo         |
| 11                 | Evgueni Petrov       | Richie Porte         | Tyler Farrar          | Matthew Lloyd             | Richie Porte                 | Team Saxo Bank         |
| 12                 | Filippo Pozzato      | Richie Porte         | Jérôme Pineau         | Matthew Lloyd             | Richie Porte                 | Team Saxo Bank         |
| 13                 | Manuel Belletti      | Richie Porte         | Jérôme Pineau         | Matthew Lloyd             | Richie Porte                 | Team Saxo Bank         |
| 14                 | Vincenzo Nibali      | David Arroyo         | Alexandre Vinokourov  | Matthew Lloyd             | Richie Porte                 | Liquigas-Doimo         |
| 15                 | Ivan Basso           | David Arroyo         | Cadel Evans           | Matthew Lloyd             | Richie Porte                 | Liquigas-Doimo         |
| 16                 | Stefano Garzelli     | David Arroyo         | Cadel Evans           | Matthew Lloyd             | Richie Porte                 | Liquigas-Doimo         |
| 17                 | Damien Monier        | David Arroyo         | Cadel Evans           | Matthew Lloyd             | Richie Porte                 | Liquigas-Doimo         |
| 18                 | André Greipel        | David Arroyo         | Cadel Evans           | Matthew Lloyd             | Richie Porte                 | Liquigas-Doimo         |
| 19                 | Michele Scarponi     | Ivan Basso           | Cadel Evans           | Ivan Basso                | Richie Porte                 | Liquigas-Doimo         |
| 20                 | Johann Tschopp       | Ivan Basso           | Cadel Evans           | Matthew Lloyd             | Richie Porte                 | Liquigas-Doimo         |
| 21                 | Gustav Larsson       | Ivan Basso           | Cadel Evans           | Matthew Lloyd             | Richie Porte                 | Liquigas-Doimo         |
| Classements finals | Classements finals   | Ivan Basso           | Cadel Evans           | Matthew Lloyd             | Richie Porte                 | Liquigas-Doimo         |

D'autres classements, dont les leaders ne reçoivent pas de maillot sont également mis en jeu durant le Giro. Chaque étape en ligne a un sprint intermédiaire, les Traguardo Volante (it), où les secondes de bonifications sont attribuées pour le classement général, les points pour le classement par points, ainsi qu'un classement spécifique : les Traguardo Volante ou le classement des sprints intermédiaires. Pour ce classement spécifique, les cinq premiers du sprint intermédiaire marquent 5, 4, 3, 2 et 1 point.
Le Trophée Fuga Cervelo récompense les baroudeurs: chaque coureur dans une échappée de dix coureurs ou moins obtient un point pour chaque kilomètre d'échappée (s'il y a au moins dix kilomètres d'échappée).
Le classement Azzurri d'Italia n'attribue pas de maillot distinctif. Il est parrainé par l'association du même nom qui regroupe les sportifs italiens ayant été sélectionnés en équipe nationale. Les trois premiers de chaque étape marquent 4, 2 et 1 point pour ce classement.
Le classement de la combativité n'attribue pas non plus de maillot distinctif. Il s'agit en fait d'une forme de classement combiné. En effet, les points sont attribués selon le barème suivant :
- Arrivées des étapes : 6, 5, 4, 3, 2 et 1 aux six premiers ;
- Sprints intermédiaire : 5, 4, 3, 2 et 1 aux cinq premiers ;
- Côtes de 1re catégorie : 4, 3, 2 et 1 aux quatre premiers ;
- Côtes de 2e catégorie : 3, 2 et 1 aux trois premiers ;
- Côtes de 3e catégorie : 2 et 1 aux deux premiers.

Les équipes reçoivent des points de pénalité pour des infractions au cours de la course. Le classement du fair-play récompense les équipes qui ont le moins de sanctions.
| Étape | Trofeo Super Team | Traguardo Volante | Combativité     | Azzurri d'Italia | Trofeo Fuga Cervelo | Fair Play        |
| ----- | ----------------- | ----------------- | --------------- | ---------------- | ------------------- | ---------------- |
| 1     | Team Sky          | non-attribué      | Bradley Wiggins | Bradley Wiggins  | non-attribué        | Team Sky         |
| 2     | Team Sky          | Paul Voss         | Paul Voss       | Tyler Farrar     | Rick Flens          | BMC Racing       |
| 3     | Team HTC-Columbia | Tom Stamsnijder   | Paul Voss       | Wouter Weylandt  | Rick Flens          | Astana           |
| 4     | Team HTC-Columbia | Tom Stamsnijder   | Paul Voss       | Wouter Weylandt  | Rick Flens          | Liquigas-Doimo   |
| 5     | Team HTC-Columbia | Jérôme Pineau     | Jérôme Pineau   | Jérôme Pineau    | Paul Voss           | Liquigas-Doimo   |
| 6     | Team HTC-Columbia | Jérôme Pineau     | Matthew Lloyd   | Jérôme Pineau    | Paul Voss           | Liquigas-Doimo   |
| 7     | Team HTC-Columbia | Jérôme Pineau     | Matthew Lloyd   | Cadel Evans      | Paul Voss           | BMC Racing       |
| 8     | Team HTC-Columbia | Jérôme Pineau     | Matthew Lloyd   | Cadel Evans      | Paul Voss           | BMC Racing       |
| 9     | Team HTC-Columbia | Tom Stamsnijder   | Matthew Lloyd   | Matthew Goss     | Tom Stamsnijder     | BMC Racing       |
| 10    | Team HTC-Columbia | Tom Stamsnijder   | Tyler Farrar    | Tyler Farrar     | Tom Stamsnijder     | BMC Racing       |
| 11    | Team HTC-Columbia | Tom Stamsnijder   | Matthew Lloyd   | Tyler Farrar     | Tom Stamsnijder     | Liquigas-Doimo   |
| 12    | Team HTC-Columbia | Jérôme Pineau     | Matthew Lloyd   | Tyler Farrar     | Rick Flens          | Liquigas-Doimo   |
| 13    | Team HTC-Columbia | Tom Stamsnijder   | Matthew Lloyd   | Tyler Farrar     | Rick Flens          | Liquigas-Doimo   |
| 14    | Team HTC-Columbia | Tom Stamsnijder   | Matthew Lloyd   | Tyler Farrar     | Rick Flens          | Cervélo TestTeam |
| 15    | Liquigas-Doimo    | Jérôme Pineau     | Jérôme Pineau   | Cadel Evans      | Jérôme Pineau       | AG2R La Mondiale |
| 16    | Liquigas-Doimo    | Jérôme Pineau     | Jérôme Pineau   | Cadel Evans      | Jérôme Pineau       | AG2R La Mondiale |
| 17    | Liquigas-Doimo    | Jérôme Pineau     | Jérôme Pineau   | Cadel Evans      | Jérôme Pineau       | Acqua & Sapone   |
| 18    | Liquigas-Doimo    | Tom Stamsnijder   | Jérôme Pineau   | Cadel Evans      | Jérôme Pineau       | Acqua & Sapone   |
| 19    | Liquigas-Doimo    | Tom Stamsnijder   | Jérôme Pineau   | Cadel Evans      | Jérôme Pineau       | Acqua & Sapone   |
| 20    | Liquigas-Doimo    | Tom Stamsnijder   | Matthew Lloyd   | Cadel Evans      | Jérôme Pineau       | Liquigas-Doimo   |
| 21    | Liquigas-Doimo    | Tom Stamsnijder   | Matthew Lloyd   | Cadel Evans      | Jérôme Pineau       | Liquigas-Doimo   |

## Liste des participants
| Légende       | Légende                                                                                                  | Légende        | Légende                                                                                         |
| ------------- | --- | -------------- | ----------------------------------------------------------------------------------------------- |
| #             | Dossard de départ porté par le coureur sur ce Giro                                                       | Pos.           | Position finale au classement général                                                           |
| A pink jersey | Indique le vainqueur du classement général                                                               | A green jersey | Indique le vainqueur du classement de la montagne                                               |
| A red jersey  | Indique le vainqueur du classement par points                                                            | A white jersey | Indique le vainqueur du classement du meilleur jeune                                            |
| NP            | Indique un coureur qui n'a pas pris le départ d'une étape, suivi du numéro de l'étape où il s'est retiré | AB             | Indique un coureur qui n'a pas terminé une étape, suivi du numéro de l'étape où il s'est retiré |
| HD            | Indique un coureur qui a terminé hors des délais une étape, suivi du numéro de l'étape                   |                |                                                                                                 |

| BMC Racing              | BMC Racing                            | BMC Racing | BMC Racing | BMC Racing |
| ----------------------- | ------------------------------------- | ---------- | ---------- | ---------- |
| #                       | Coureur                               | Pos.       |            |            |
| 1                       | Cadel Evans (AUS) → Champion du monde | 5e         |            |            |
| 2                       | Brent Bookwalter (USA)                | 95e        |            |            |
| 3                       | Martin Kohler (SUI)                   | AB-2       |            |            |
| 4                       | Jeff Louder (USA)                     | AB-11      |            |            |
| 5                       | Mauro Santambrogio (ITA)              | AB-11      |            |            |
| 6                       | John Murphy (USA)                     | AB-8       |            |            |
| 7                       | Michael Schär (SUI)                   | 99e        |            |            |
| 8                       | Florian Stalder (SUI)                 | 81e        |            |            |
| 9                       | Danilo Wyss (SUI)                     | 97e        |            |            |
| Manager : John Lelangue |                                       |            |            |            |

| Acqua & Sapone        | Acqua & Sapone              | Acqua & Sapone | Acqua & Sapone | Acqua & Sapone |
| --------------------- | --------------------------- | -------------- | -------------- | -------------- |
| #                     | Coureur                     | Pos.           |                |                |
| 11                    | Stefano Garzelli (ITA)      | AB-20          |                |                |
| 12                    | Dario Andriotto (ITA)       | 132e           |                |                |
| 13                    | Massimo Codol (ITA)         | 43e            |                |                |
| 14                    | Alessandro Donati (ITA)     | 75e            |                |                |
| 15                    | Francesco Failli (ITA)      | 65e            |                |                |
| 16                    | Andrea Masciarelli (ITA)    | AB-8           |                |                |
| 17                    | Francesco Masciarelli (ITA) | AB-8           |                |                |
| 18                    | Vladimir Miholjević (CRO)   | 25e            |                |                |
| 19                    | Cayetano Sarmiento (COL)    | 47e            |                |                |
| Manager : Franco Gini |                             |                |                |                |

| AG2R La Mondiale         | AG2R La Mondiale          | AG2R La Mondiale | AG2R La Mondiale | AG2R La Mondiale |
| ------------------------ | ------------------------- | ---------------- | ---------------- | ---------------- |
| #                        | Coureur                   | Pos.             |                  |                  |
| 21                       | Guillaume Bonnafond (FRA) | AB-6             |                  |                  |
| 22                       | Hubert Dupont (FRA)       | 20e              |                  |                  |
| 23                       | Alexander Efimkin (RUS)   | 19e              |                  |                  |
| 24                       | John Gadret (FRA)         | 13e              |                  |                  |
| 25                       | Sébastien Hinault (FRA)   | 100e             |                  |                  |
| 26                       | Yuriy Krivtsov (UKR)      | 83e              |                  |                  |
| 27                       | Rene Mandri (EST)         | AB-11            |                  |                  |
| 28                       | Anthony Ravard (FRA)      | AB-13            |                  |                  |
| 29                       | Ludovic Turpin (FRA)      | 67e              |                  |                  |
| Manager : Vincent Lavenu |                           |                  |                  |                  |

| Androni Giocattoli     | Androni Giocattoli                                             | Androni Giocattoli | Androni Giocattoli | Androni Giocattoli |
| ---------------------- | -------------------------------------------------------------- | ------------------ | ------------------ | ------------------ |
| #                      | Coureur                                                        | Pos.               |                    |                    |
| 31                     | Michele Scarponi (ITA)                                         | 4e                 |                    |                    |
| 32                     | Leonardo Bertagnolli (ITA)                                     | NP-16              |                    |                    |
| 33                     | Alessandro Bertolini (ITA)                                     | 115e               |                    |                    |
| 34                     | Rubens Bertogliati (SUI) → Champion de Suisse contre-la-montre | 66e                |                    |                    |
| 35                     | Alberto Loddo (ITA)                                            | AB-11              |                    |                    |
| 36                     | Carlos José Ochoa (VEN)                                        | 52e                |                    |                    |
| 37                     | Jackson Rodríguez (VEN)                                        | 51e                |                    |                    |
| 38                     | José Serpa (COL)                                               | 30e                |                    |                    |
| 39                     | Cameron Wurf (AUS)                                             | 77e                |                    |                    |
| Manager : Gianni Savio |                                                                |                    |                    |                    |

| Astana                 | Astana                                                    | Astana | Astana | Astana |
| ---------------------- | --------------------------------------------------------- | ------ | ------ | ------ |
| #                      | Coureur                                                   | Pos.   |        |        |
| 41                     | Alexandre Vinokourov (KAZ)                                | 6e     |        |        |
| 42                     | Paolo Tiralongo (ITA)                                     | AB-6   |        |        |
| 43                     | Enrico Gasparotto (ITA)                                   | AB-11  |        |        |
| 44                     | Andriy Grivko (UKR) → Champion d'Ukraine contre-la-montre | 70e    |        |        |
| 45                     | Josep Jufré (ESP)                                         | 42e    |        |        |
| 46                     | Roman Kireyev (KAZ)                                       | 87e    |        |        |
| 47                     | Valentin Iglinskiy (KAZ)                                  | AB-11  |        |        |
| 48                     | Gorazd Štangelj (SLO)                                     | 92e    |        |        |
| 49                     | Alexsandr Dyachenko (KAZ)                                 | AB-11  |        |        |
| Manager : Yvon Sanquer |                                                           |        |        |        |

| BBox Bouygues Telecom | BBox Bouygues Telecom    | BBox Bouygues Telecom | BBox Bouygues Telecom | BBox Bouygues Telecom |
| --------------------- | ------------------------ | --------------------- | --------------------- | --------------------- |
| #                     | Coureur                  | Pos.                  |                       |                       |
| 51                    | Thomas Voeckler (FRA)    | 23e                   |                       |                       |
| 52                    | Yukiya Arashiro (JPN)    | 93e                   |                       |                       |
| 53                    | William Bonnet (FRA)     | AB-20                 |                       |                       |
| 54                    | Anthony Charteau (FRA)   | AB-8                  |                       |                       |
| 55                    | Mathieu Claude (FRA)     | AB-20                 |                       |                       |
| 56                    | Damien Gaudin (FRA)      | 136e                  |                       |                       |
| 57                    | Guillaume Le Floch (FRA) | 110e                  |                       |                       |
| 58                    | Yury Trofimov (RUS)      | 28e                   |                       |                       |
| 59                    | Johann Tschopp (SUI)     | 34e                   |                       |                       |
| Manager : Didier Rous |                          |                       |                       |                       |

| Caisse d'Épargne        | Caisse d'Épargne        | Caisse d'Épargne | Caisse d'Épargne | Caisse d'Épargne |
| ----------------------- | ----------------------- | ---------------- | ---------------- | ---------------- |
| #                       | Coureur                 | Pos.             |                  |                  |
| 61                      | Marzio Bruseghin (ITA)  | NP-7             |                  |                  |
| 62                      | Andrey Amador (CRC)     | 41e              |                  |                  |
| 63                      | David Arroyo (ESP)      | 2e               |                  |                  |
| 64                      | Arnold Jeannesson (FRA) | AB-19            |                  |                  |
| 65                      | Vasil Kiryienka (BLR)   | 37e              |                  |                  |
| 66                      | Pablo Lastras (ESP)     | 113e             |                  |                  |
| 67                      | Alberto Losada (ESP)    | 53e              |                  |                  |
| 68                      | Rigoberto Urán (COL)    | 35e              |                  |                  |
| 69                      | Xabier Zandio (ESP)     | 62e              |                  |                  |
| Manager : Neil Stephens |                         |                  |                  |                  |

| Cervélo TestTeam       | Cervélo TestTeam                                                  | Cervélo TestTeam | Cervélo TestTeam | Cervélo TestTeam |
| ---------------------- | ----------------------------------------------------------------- | ---------------- | ---------------- | ---------------- |
| #                      | Coureur                                                           | Pos.             |                  |                  |
| 71                     | Carlos Sastre (ESP)                                               | 8e               |                  |                  |
| 72                     | Íñigo Cuesta (ESP)                                                | 85e              |                  |                  |
| 73                     | Volodymyr Gustov (UKR)                                            | 61e              |                  |                  |
| 74                     | Ted King (USA)                                                    | 114e             |                  |                  |
| 75                     | Ignatas Konovalovas (LTU) → Champion de Lituanie contre-la-montre | 106e             |                  |                  |
| 76                     | Daniel Lloyd (GBR)                                                | 103e             |                  |                  |
| 77                     | Marcel Wyss (SUI)                                                 | 38e              |                  |                  |
| 78                     | Gabriel Rasch (NOR)                                               | AB-20            |                  |                  |
| 79                     | Xavier Tondo (ESP)                                                | AB-20            |                  |                  |
| Manager : Joop Alberda |                                                                   |                  |                  |                  |

| Cofidis              | Cofidis               | Cofidis | Cofidis | Cofidis |
| -------------------- | --------------------- | ------- | ------- | ------- |
| #                    | Coureur               | Pos.    |         |         |
| 81                   | David Moncoutié (FRA) | 68e     |         |         |
| 82                   | Guillaume Blot (FRA)  | AB-15   |         |         |
| 83                   | Mickaël Buffaz (FRA)  | AB-16   |         |         |
| 84                   | Rémi Cusin (FRA)      | 82e     |         |         |
| 85                   | Leonardo Duque (COL)  | 63e     |         |         |
| 86                   | Julien Fouchard (FRA) | 119e    |         |         |
| 87                   | Kalle Kriit (EST)     | 98e     |         |         |
| 88                   | Nico Sijmens (BEL)    | 104e    |         |         |
| 89                   | Damien Monier (FRA)   | 89e     |         |         |
| Manager : Éric Boyer |                       |         |         |         |

| Colnago-CSF Inox            | Colnago-CSF Inox         | Colnago-CSF Inox | Colnago-CSF Inox | Colnago-CSF Inox |
| --------------------------- | ------------------------ | ---------------- | ---------------- | ---------------- |
| #                           | Coureur                  | Pos.             |                  |                  |
| 91                          | Domenico Pozzovivo (ITA) | AB-13            |                  |                  |
| 92                          | Manuel Belletti (ITA)    | AB-15            |                  |                  |
| 93                          | Sacha Modolo (ITA)       | AB-8             |                  |                  |
| 94                          | Alessandro Bisolti (ITA) | 74e              |                  |                  |
| 95                          | Federico Canuti (ITA)    | AB-17            |                  |                  |
| 96                          | Marco Frapporti (ITA)    | 138e             |                  |                  |
| 97                          | Alan Marangoni (ITA)     | 107e             |                  |                  |
| 98                          | Simone Stortoni (ITA)    | 73e              |                  |                  |
| 99                          | Stefano Pirazzi (ITA)    | 120e             |                  |                  |
| Manager : Roberto Reverberi |                          |                  |                  |                  |

| Footon-Servetto          | Footon-Servetto                             | Footon-Servetto | Footon-Servetto | Footon-Servetto |
| ------------------------ | ------------------------------------------- | --------------- | --------------- | --------------- |
| #                        | Coureur                                     | Pos.            |                 |                 |
| 101                      | Ermanno Capelli (ITA)                       | HD-16           |                 |                 |
| 102                      | Matthias Brändle (AUT)                      | 90e             |                 |                 |
| 103                      | Eros Capecchi (ITA)                         | NP-7            |                 |                 |
| 104                      | Giampaolo Cheula (ITA)                      | AB-15           |                 |                 |
| 105                      | Markus Eibegger (AUT) → Champion d'Autriche | 48e             |                 |                 |
| 106                      | Iban Mayoz (ESP)                            | 22e             |                 |                 |
| 107                      | Marco Corti (ITA)                           | 139e            |                 |                 |
| 108                      | Michele Merlo (ITA)                         | AB-6            |                 |                 |
| 109                      | Martin Pedersen (DEN)                       | AB-11           |                 |                 |
| Manager : Mauro Gianetti |                                             |                 |                 |                 |

| Garmin-Transitions           | Garmin-Transitions                                          | Garmin-Transitions | Garmin-Transitions | Garmin-Transitions |
| ---------------------------- | ----------------------------------------------------------- | ------------------ | ------------------ | ------------------ |
| #                            | Coureur                                                     | Pos.               |                    |                    |
| 111                          | David Millar (GBR)                                          | AB-13              |                    |                    |
| 112                          | Christian Vande Velde (USA)                                 | AB-3               |                    |                    |
| 113                          | Tyler Farrar (USA)                                          | NP-15              |                    |                    |
| 114                          | Jack Bobridge (AUS)                                         | AB-13              |                    |                    |
| 115                          | Julian Dean (NZL)                                           | NP-19              |                    |                    |
| 116                          | Murilo Fischer (BRA)                                        | 112e               |                    |                    |
| 117                          | Daniel Martin (IRL)                                         | 57e                |                    |                    |
| 118                          | Cameron Meyer (AUS) → Champion d'Australie contre-la-montre | 137e               |                    |                    |
| 119                          | Svein Tuft (CAN) → Champion du Canada contre-la-montre      | 125e               |                    |                    |
| Manager : Jonathan Vaughters |                                                             |                    |                    |                    |

| Lampre-Farnese Vini        | Lampre-Farnese Vini          | Lampre-Farnese Vini | Lampre-Farnese Vini | Lampre-Farnese Vini |
| -------------------------- | ---------------------------- | ------------------- | ------------------- | ------------------- |
| #                          | Coureur                      | Pos.                |                     |                     |
| 121                        | Damiano Cunego (ITA)         | 11e                 |                     |                     |
| 122                        | Alessandro Petacchi (ITA)    | AB-8                |                     |                     |
| 123                        | Gilberto Simoni (ITA)        | 69e                 |                     |                     |
| 124                        | Matteo Bono (ITA)            | 86e                 |                     |                     |
| 125                        | Danilo Hondo (GER)           | NP-19               |                     |                     |
| 126                        | Marco Marzano (ITA)          | 80e                 |                     |                     |
| 127                        | David Loosli (SUI)           | NP-17               |                     |                     |
| 128                        | Daniele Righi (ITA)          | 49e                 |                     |                     |
| 129                        | Alessandro Spezialetti (ITA) | 118e                |                     |                     |
| Manager : Giuseppe Saronni |                              |                     |                     |                     |

| Liquigas-Doimo           | Liquigas-Doimo                                             | Liquigas-Doimo | Liquigas-Doimo | Liquigas-Doimo |
| ------------------------ | ---------------------------------------------------------- | -------------- | -------------- | -------------- |
| #                        | Coureur                                                    | Pos.           |                |                |
| 131                      | Ivan Basso (ITA)                                           | 1er            |                |                |
| 132                      | Vincenzo Nibali (ITA)                                      | 3e             |                |                |
| 133                      | Valerio Agnoli (ITA)                                       | 32e            |                |                |
| 134                      | Maciej Bodnar (POL) → Champion de Pologne contre-la-montre | 127e           |                |                |
| 135                      | Tiziano Dall'Antonia (ITA)                                 | 91e            |                |                |
| 136                      | Robert Kišerlovski (CRO)                                   | 10e            |                |                |
| 137                      | Fabio Sabatini (ITA)                                       | 101e           |                |                |
| 138                      | Sylwester Szmyd (POL)                                      | 60e            |                |                |
| 139                      | Alessandro Vanotti (ITA)                                   | 76e            |                |                |
| Manager : Roberto Amadio |                                                            |                |                |                |

| Omega Pharma-Lotto      | Omega Pharma-Lotto     | Omega Pharma-Lotto | Omega Pharma-Lotto | Omega Pharma-Lotto |
| ----------------------- | ---------------------- | ------------------ | ------------------ | ------------------ |
| #                       | Coureur                | Pos.               |                    |                    |
| 141                     | Sebastian Lang (GER)   | 71e                |                    |                    |
| 142                     | Jan Bakelants (BEL)    | 36e                |                    |                    |
| 143                     | Adam Blythe (GBR)      | AB-11              |                    |                    |
| 144                     | Francis De Greef (BEL) | 21e                |                    |                    |
| 145                     | Michiel Elijzen (NED)  | 111e               |                    |                    |
| 146                     | Olivier Kaisen (BEL)   | 122e               |                    |                    |
| 147                     | Matthew Lloyd (AUS)    | 50e                |                    |                    |
| 148                     | Daniel Moreno (ESP)    | 26e                |                    |                    |
| 149                     | Charles Wegelius (GBR) | 29e                |                    |                    |
| Manager : Marc Sergeant |                        |                    |                    |                    |

| Quick Step                 | Quick Step               | Quick Step | Quick Step | Quick Step |
| -------------------------- | ------------------------ | ---------- | ---------- | ---------- |
| #                          | Coureur                  | Pos.       |            |            |
| 151                        | Dario Cataldo (ITA)      | AB-19      |            |            |
| 152                        | Addy Engels (NED)        | 126e       |            |            |
| 153                        | Mauro Facci (ITA)        | 121e       |            |            |
| 154                        | Jérôme Pineau (FRA)      | 58e        |            |            |
| 155                        | Francesco Reda (ITA)     | AB-17      |            |            |
| 156                        | Branislau Samoilau (BLR) | 39e        |            |            |
| 157                        | Matteo Tosatto (ITA)     | 56e        |            |            |
| 158                        | Marco Velo (ITA)         | 108e       |            |            |
| 159                        | Wouter Weylandt (BEL)    | AB-12      |            |            |
| Manager : Patrick Lefevere |                          |            |            |            |

| Rabobank                | Rabobank                | Rabobank | Rabobank | Rabobank |
| ----------------------- | ----------------------- | -------- | -------- | -------- |
| #                       | Coureur                 | Pos.     |          |          |
| 161                     | Steven Kruijswijk (NED) | 18e      |          |          |
| 162                     | Mauricio Ardila (COL)   | 15e      |          |          |
| 163                     | Graeme Brown (AUS)      | 130e     |          |          |
| 164                     | Rick Flens (NED)        | 135e     |          |          |
| 165                     | Dmitry Kozontchuk (RUS) | AB-8     |          |          |
| 166                     | Tom Stamsnijder (NED)   | 109e     |          |          |
| 167                     | Bauke Mollema (NED)     | 12e      |          |          |
| 168                     | Jos van Emden (NED)     | 116e     |          |          |
| 169                     | Pieter Weening (NED)    | 24e      |          |          |
| Manager : Erik Breukink |                         |          |          |          |

| Team Sky                  | Team Sky                                                             | Team Sky | Team Sky | Team Sky |
| ------------------------- | -------------------------------------------------------------------- | -------- | -------- | -------- |
| #                         | Coureur                                                              | Pos.     |          |          |
| 171                       | Bradley Wiggins (GBR) → Champion de Grande-Bretagne contre-la-montre | 40e      |          |          |
| 172                       | Michael Barry (CAN)                                                  | 44e      |          |          |
| 173                       | Dario Cioni (ITA)                                                    | 17e      |          |          |
| 174                       | Steve Cummings (GBR)                                                 | 55e      |          |          |
| 175                       | Christopher Froome (GBR)                                             | DSQ-19   |          |          |
| 176                       | Mathew Hayman (AUS)                                                  | 105e     |          |          |
| 177                       | Gregory Henderson (NZL)                                              | 88e      |          |          |
| 178                       | Morris Possoni (ITA)                                                 | AB-13    |          |          |
| 179                       | Christopher Sutton (AUS)                                             | 133e     |          |          |
| Manager : Dave Brailsford |                                                                      |          |          |          |

| Team HTC-Columbia       | Team HTC-Columbia                                                       | Team HTC-Columbia | Team HTC-Columbia | Team HTC-Columbia |
| ----------------------- | ----------------------------------------------------------------------- | ----------------- | ----------------- | ----------------- |
| #                       | Coureur                                                                 | Pos.              |                   |                   |
| 181                     | André Greipel (GER)                                                     | NP-19             |                   |                   |
| 182                     | Marco Pinotti (ITA) → Champion d'Italie contre-la-montre                | 9e                |                   |                   |
| 183                     | Michael Albasini (SUI)                                                  | 123e              |                   |                   |
| 184                     | Matthew Goss (AUS)                                                      | AB-15             |                   |                   |
| 185                     | Adam Hansen (AUS)                                                       | AB-11             |                   |                   |
| 186                     | Craig Lewis (USA)                                                       | 78e               |                   |                   |
| 187                     | František Raboň (CZE) → Champion de République tchèque contre-la-montre | 134e              |                   |                   |
| 188                     | Vicente Reynés (ESP)                                                    | 117e              |                   |                   |
| 189                     | Marcel Sieberg (GER)                                                    | AB-19             |                   |                   |
| Manager : Bob Stapleton |                                                                         |                   |                   |                   |

| Team Katusha            | Team Katusha                              | Team Katusha | Team Katusha | Team Katusha |
| ----------------------- | ----------------------------------------- | ------------ | ------------ | ------------ |
| #                       | Coureur                                   | Pos.         |              |              |
| 191                     | Filippo Pozzato (ITA) → Champion d'Italie | 45e          |              |              |
| 192                     | Vladimir Karpets (RUS)                    | 14e          |              |              |
| 193                     | Robbie McEwen (AUS)                       | NP-15        |              |              |
| 194                     | Giampaolo Caruso (ITA)                    | 46e          |              |              |
| 195                     | Joan Horrach (ESP)                        | 54e          |              |              |
| 196                     | Mikhail Ignatiev (RUS)                    | 131e         |              |              |
| 197                     | Luca Mazzanti (ITA)                       | 79e          |              |              |
| 198                     | Evgueni Petrov (RUS)                      | 31e          |              |              |
| 199                     | Sergueï Klimov (RUS)                      | 94e          |              |              |
| Manager : Andreï Tchmil |                                           |              |              |              |

| Team Milram                | Team Milram            | Team Milram | Team Milram | Team Milram |
| -------------------------- | ---------------------- | ----------- | ----------- | ----------- |
| #                          | Coureur                | Pos.        |             |             |
| 201                        | Linus Gerdemann (GER)  | 16e         |             |             |
| 202                        | Robert Förster (GER)   | 96e         |             |             |
| 203                        | Markus Fothen (GER)    | 102e        |             |             |
| 204                        | Luke Roberts (AUS)     | 124e        |             |             |
| 205                        | Dominik Roels (GER)    | AB-12       |             |             |
| 206                        | Thomas Rohregger (AUT) | AB-11       |             |             |
| 207                        | Matthias Russ (GER)    | 84e         |             |             |
| 208                        | Paul Voss (GER)        | AB-15       |             |             |
| 209                        | Fabian Wegmann (GER)   | AB-8        |             |             |
| Manager : Gerry van Gerwen |                        |             |             |             |

| Team Saxo Bank        | Team Saxo Bank              | Team Saxo Bank | Team Saxo Bank | Team Saxo Bank |
| --------------------- | --------------------------- | -------------- | -------------- | -------------- |
| #                     | Coureur                     | Pos.           |                |                |
| 211                   | Anders Lund (DEN)           | 64e            |                |                |
| 212                   | Baden Cooke (AUS)           | NP-9           |                |                |
| 213                   | Chris Anker Sørensen (DEN)  | 27e            |                |                |
| 214                   | Nicki Sørensen (DEN)        | 72e            |                |                |
| 215                   | Gustav Larsson (SWE)        | 59e            |                |                |
| 216                   | Laurent Didier (LUX)        | 33e            |                |                |
| 217                   | Lucas Sebastián Haedo (ARG) | 128e           |                |                |
| 218                   | Michael Mørkøv (DEN)        | 129e           |                |                |
| 219                   | Richie Porte (AUS)          | 7e             |                |                |
| Manager : Bjarne Riis |                             |                |                |                |